# Pure Heroine
Albums de Lorde
Melodrama
(2017)
Singles
1. Royals
Sortie : 3 juin 2013
2. Tennis Court
Sortie : 7 juin 2013
3. Team
Sortie : 3 décembre 2013
4. Glory and Gore
Sortie : 11 mars 2014

Pure Heroine est le premier album de la chanteuse néo-zélandaise Lorde, paru le 27 septembre 2013. Une édition prolongée de l'album est parue le 13 décembre 2013. Lorde a collaboré avec le producteur Joel Little et a commencé à planifier son projet en 2012. Après avoir sorti son premier EP The Love Club EP et son single Royals en 2013, ils ont continué à écrire et à produire des chansons qui figurent sur cet album. Pure Heroine est un album pop, électronique et electropop. L'album traite des jeunes et critique la culture traditionnelle.
Pure Heroine a reçu des critiques très positives, qui adressent leurs félicitations sur l'écriture et la production, et ont applaudi la capacité vocale de Lorde. L'album débute en première place de l'Official New Zealand Music Chart et de l'ARIA Charts. Pure Heroine a fortement performé dans d'autres pays, atteignant la place numéro trois sur le Billboard 200 et figurant dans les dix premiers sur huit autres pays. Pure Heroine a été nommé pour le meilleur album pop à la 56e cérémonie des Grammy Awards en 2014.
Le single principal, Royals, a été un succès critique et commercial. Tennis Court a ensuite été publié comme deuxième single de l'album. Team a été publié en tant que troisième single de l'album, Glory and Gore est sorti en tant que quatrième et dernier single de l'album. L'album a été vendu à plus de cinq millions d'exemplaires dans le monde entier.

## Création
Lorde a commencé à écrire des chansons à la guitare à l'âge de 13 et 14 ans. Elle a finalement été associée avec l'écrivain et producteur néo-zélandais Joel Little et cette équipe a marché immédiatement. Le premier EP de Lorde, The Love Club EP, a été récompensé par des critiques de musique positives qui l'ont comparé au travail de Sky Ferreira, Florence and the Machine ou même Lana Del Rey.

## Ecriture et enregistrement
Avant de commencer ses travaux sur Pure Heroine, Lorde a déclaré son intention de fournir un travail cohérent. Comme avec The Love Club EP, Pure Heroine a été enregistrée avec le producteur Joel Little au Golden Age Studios à Auckland, un petit studio sans technologie coûteuse, et a été achevé en moins d'un an. Dix chansons ont été incluses dans la liste finale des titres de l'album, avec environ sept ou huit chansons ne voyant pas le jour. Lorde a discuté de ses objectifs en affirmant :
« Le but pour moi est de créer un ensemble de travail cohérent dont je pouvais être fière. Je travaille sur un nouvel album en ce moment et il me semble que beaucoup d'albums ne sont  pas cohérents de chansons. Je préfère un album réfléchi, avec des paroles douces et fragiles et des fois plus lourdes et sanglantes comme les grands artistes. Si je peux faire quelque chose comme ça, alors j'aurai réussi. »
Au cours de l'enregistrement de l'album, Lorde a déclaré qu'elle n'avait vraiment pas de sens spécifique à ce qu'elle voulait faire avant l'enregistrement. Elle a avoué aussi écouté une grande quantité de musique hip hop, électronique et pop. Pour ses influences, elle a cité James Blake et sa musique minimaliste. Lorde a également écouté la chanteuse américaine Lana Del Rey, prenant l'influence de ses genres hip-hop. Lorde a montré les paroles de ses chansons à son petit ami, James Lowe, et a déclaré qu'ils partagent des choses communes et a annoncé qu'il l'avait encouragée et inspirée pour ses chansons.

## Musique et paroles
Pure Heroine est un album électronique, dream pop et electropop.
Les paroles de l'album explorent les thèmes classiques de l'adolescence : anxiété sociale, envie romantique, ennui débilitant, rage imbibée d'alcool. Les paroles de l'album revisitent le thème commun de Lorde sur la jeunesse, l'album étant principalement inspiré par sa jeunesse et ses critiques à l'égard de la culture dominante.
Les paroles de Lorde sont connues pour parler de la terreur de la vie des adolescents et pour célébrer l'intelligence souvent ignorée de la prochaine génération. Lorde utilise également des métaphores mentionnant les dents, utilisant les dents pour parler du sourire hollywoodien. Le contenu lyrique de l'album a été noté comme intelligent par le magazine Billboard.

## Chansons
La chanson d'ouverture de l'album, Tennis Court, a été décrite comme légèrement plus folle que les débuts de Lorde avec Royals. La deuxième chanson, 400 Lux, comme femme fatale pop aux sons les plus fins. Lorde a écrit les paroles de Royals en seulement une demi-heure. Elle a été influencée par le hip hop et la chanteuse Lana Del Rey : « J'écoutais beaucoup de rap, mais aussi beaucoup de Lana Del Rey, car elle est évidemment très influencée par le hip-hop, mais toutes ces références à l'alcool coûteux, aux beaux vêtements et aux belles voitures. »
Buzzcut Season a une production de style paradis tropical avec des paroles décrivant Lorde essayant de rester « dans une ignorance bienheureuse pour le monde en ruine essayant de traverser les émissions de nouvelles ». La sixième chanson de l'album, Team, contient un battement de synthé-lourd et est sombrement mélodique. Ensuite, Glory and Gore est une chanson avec des paroles qui parlent de l'obsession de la société envers la violence. Still Sane a été félicité car la voix de Lorde est décrite comme enfumée et restreinte, avec des paroles qui « touchent la folie de tout travail et pas de jeu de sa montée en gloire et de la dualité de la gloire et de l'héritage ». White Teeth Teens est une chanson de type doo-wop qui parle des imperfections des adolescents et de la façon dont elles se présentent. A World Alone, la chanson de fermeture de l'album, comprend un battement de danse rugissante. Ses paroles parlent d'un monde qui est composé d'ennemis, de réflexions existentielles, de bavardages interminables, d'Internet et de la personne avec qui on peut échapper à tous les jugements. Elle est décrite comme une romance passionnée.

## Promotion

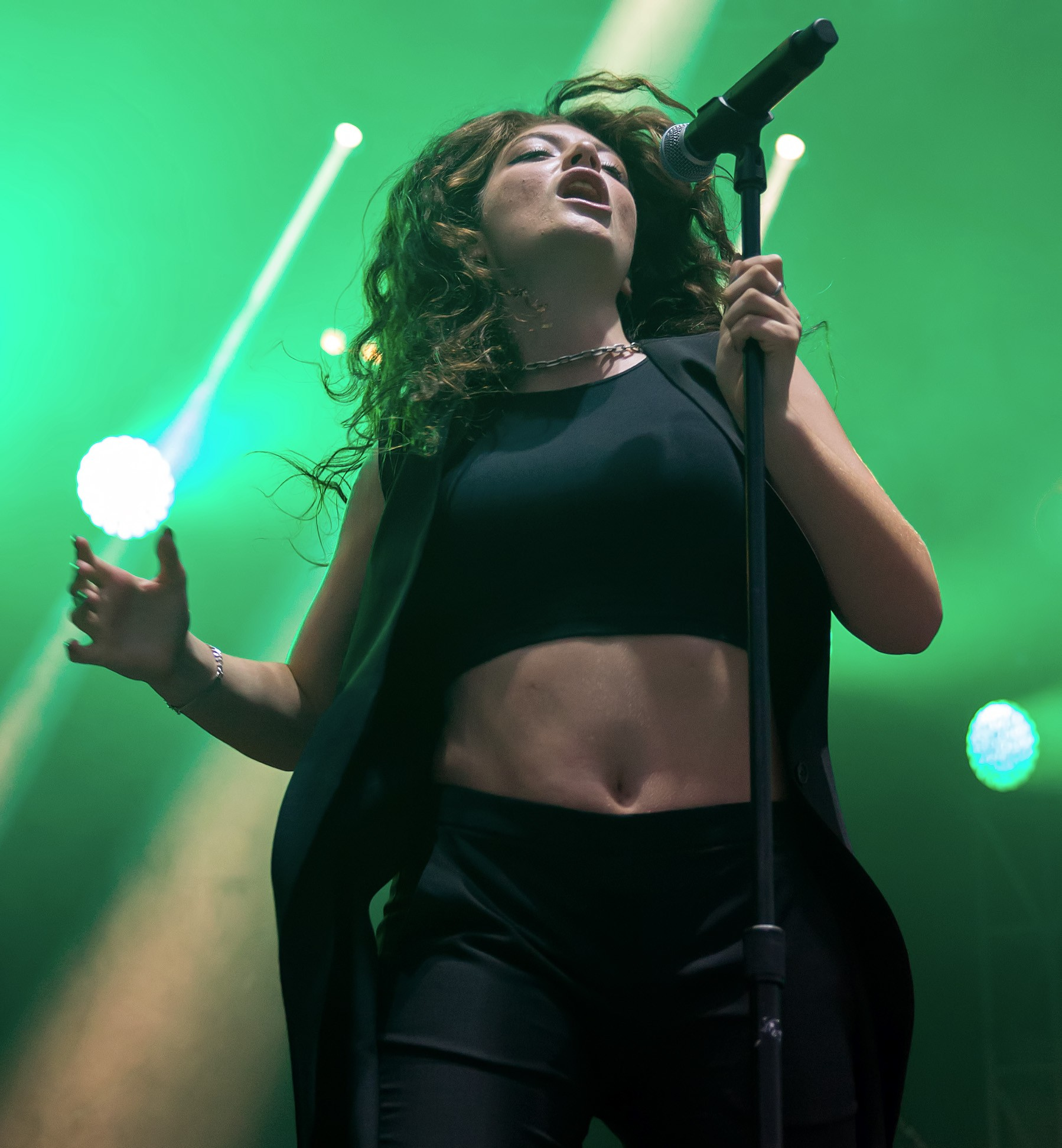
Lorde au ACL Music Festival en octobre 2014

Le 12 août 2013, Lorde a annoncé via son profil Twitter que son premier album Pure Heroine sortirait le 30 septembre 2013 et révèle la couverture et la liste de titres. La sortie de l'album a été précédée d'une campagne publicitaire qui a vu des paroles de ses chansons affichées dans les autobus, les magasins et même envoyées par télécopieur aux médias. Une version étendue de l'album est sortie le 13 décembre 2013, avec six chansons supplémentaires : No Better, Bravado, Million Dollar Bills, The Love Club, Biting Down et Swingin Party. Lorde a pu se produire lors du Festival Splendor in Grass. Elle a joué devant 10 000 personnes dans le nord de Byron Bay, en Australie, où le festival s'est déroulé.
Le 23 septembre 2013, Buzzcut Season a été publié en tant que single promotionnel dans certaines magasins d'iTunes asiatiques. Ribs a été offert en tant que single gratuit de la semaine sur iTunes Store pendant la semaine de la sortie de l'album.
Le 13 décembre 2013, No Better, une chanson de la version étendue de Pure Heroine, a été publiée comme single promotionnel de l'album dans des pays en dehors des États-Unis. Le single a été mis à disposition gratuitement jusqu'au 19 décembre dans le cadre du programme 12 Days of Gifts de l'iTunes Store.
Le 1er octobre 2013, Lorde a interprété Royals et White Teeth Teens sur Late Night avec Jimmy Fallon. Le 13 novembre 2013, Lorde a joué plusieurs chansons au Late Show with David Letterman où elle a interprété Bravado, Tennis Court, Buzzcut Season, Ribs, Royals, Team et White Teeth Teens. Le 3 octobre 2013, la chanteuse a tenu un concert à Brooklyn.
Lorde a interprété Royals au talk-show américain, The Ellen DeGeneres Show le 9 octobre 2013. Le 2 décembre 2013, Lorde a chanté Team aux ARIA Awards. Pour continuer à promouvoir l'album, Lorde a entrepris une tournée avec plusieurs spectacles. Elle a annoncé la tournée en décembre 2013. La première tournée de Lorde a débuté en Amérique du Nord au Austin Music Hall à Austin le 3 mars 2014 et s'est terminée le 26 mars 2014 à Oakland en Californie. Elle fit seize spectacles en Amérique du Nord, y compris deux dates à New York au Roseland Ballroom et une à Toronto. Les places pour le spectacle du 21 mars au théâtre Midland à Kansas City sont épuisées en moins d'une journée. À la suite de l'annonce de la tournée, elle annonce être épuisée.

## Liste des titres
| Pure Heroine – version standard | Pure Heroine – version standard | Pure Heroine – version standard | Pure Heroine – version standard | Pure Heroine – version standard | Pure Heroine – version standard | Pure Heroine – version standard | Pure Heroine – version standard | Pure Heroine – version standard | Pure Heroine – version standard |
| No                              | Titre                           | Durée                           |                                 |                                 |                                 |                                 |                                 |                                 |                                 |
| ------------------------------- | ------------------------------- | ------------------------------- | ------------------------------- | ------------------------------- | ------------------------------- | ------------------------------- | ------------------------------- | ------------------------------- | ------------------------------- |
| 1.                              | Tennis Court                    | 3:18                            |                                 |                                 |                                 |                                 |                                 |                                 |                                 |
| 2.                              | 400 Lux                         | 3:54                            |                                 |                                 |                                 |                                 |                                 |                                 |                                 |
| 3.                              | Royals                          | 3:10                            |                                 |                                 |                                 |                                 |                                 |                                 |                                 |
| 4.                              | Ribs                            | 4:18                            |                                 |                                 |                                 |                                 |                                 |                                 |                                 |
| 5.                              | Buzzcut Season                  | 4:06                            |                                 |                                 |                                 |                                 |                                 |                                 |                                 |
| 6.                              | Team                            | 3:13                            |                                 |                                 |                                 |                                 |                                 |                                 |                                 |
| 7.                              | Glory and Gore                  | 3:30                            |                                 |                                 |                                 |                                 |                                 |                                 |                                 |
| 8.                              | Still Sane                      | 3:08                            |                                 |                                 |                                 |                                 |                                 |                                 |                                 |
| 9.                              | White Teeth Teens               | 3:36                            |                                 |                                 |                                 |                                 |                                 |                                 |                                 |
| 10.                             | A World Alone                   | 4:54                            |                                 |                                 |                                 |                                 |                                 |                                 |                                 |
| 37:08                           |                                 |                                 |                                 |                                 |                                 |                                 |                                 |                                 |                                 |

| Pure Heroine – version longue | Pure Heroine – version longue | Pure Heroine – version longue | Pure Heroine – version longue | Pure Heroine – version longue | Pure Heroine – version longue | Pure Heroine – version longue | Pure Heroine – version longue | Pure Heroine – version longue | Pure Heroine – version longue |
| No                            | Titre                         | Durée                         |                               |                               |                               |                               |                               |                               |                               |
| ----------------------------- | ----------------------------- | ----------------------------- | ----------------------------- | ----------------------------- | ----------------------------- | ----------------------------- | ----------------------------- | ----------------------------- | ----------------------------- |
| 11.                           | No Better                     | 2:50                          |                               |                               |                               |                               |                               |                               |                               |
| 12.                           | Bravado                       | 3:41                          |                               |                               |                               |                               |                               |                               |                               |
| 13.                           | Million Dollar Bills          | 2:18                          |                               |                               |                               |                               |                               |                               |                               |
| 14.                           | The Love Club                 | 3:21                          |                               |                               |                               |                               |                               |                               |                               |
| 15.                           | Biting Down                   | 3:33                          |                               |                               |                               |                               |                               |                               |                               |
| 16.                           | Swingin Party                 | 3:42                          |                               |                               |                               |                               |                               |                               |                               |
| 56:44                         |                               |                               |                               |                               |                               |                               |                               |                               |                               |

| 11. | Bravado                    | 3:41 |
| 12. | Swingin Party              | 3:42 |
| 13. | Bravado (Fffrrannno Remix) | 3:43 |

## Classements
| Classement (2013-2014)                   | Meilleure position |
| ---------------------------------------- | ------------------ |
| Allemagne (Media Control AG)             | 13                 |
| Australie (ARIA)                         | 1                  |
| Autriche (Ö3 Austria Top 40)             | 14                 |
| Belgique (Flandre Ultratop)              | 17                 |
| Belgique (Wallonie Ultratop)             | 16                 |
| Canada (Canadian Albums)                 | 2                  |
| Chine (Sino Chart)                       | 6                  |
| South Korean Albums (Gaon)               | 94                 |
| South Korean International Albums (Gaon) | 20                 |
| Croatie (HDU)                            | 6                  |
| Danemark (Tracklisten)                   | 12                 |
| Écosse (OCC)                             | 6                  |
| Espagne (Promusicae)                     | 58                 |
| États-Unis (Billboard 200)               | 3                  |
| États-Unis (Alternative Albums)          | 1                  |
| États-Unis (Top Rock Albums)             | 1                  |
| Finlande (Suomen virallinen lista)       | 17                 |
| France (SNEP)                            | 20                 |
| Grèce (IFPI)                             | 13                 |
| Irlande (IRMA)                           | 4                  |
| Italie (FIMI)                            | 26                 |
| Japon (Oricon)                           | 34                 |
| Norvège (VG-lista)                       | 2                  |
| Nouvelle-Zélande (RIANZ)                 | 1                  |
| Pays-Bas (Mega Album Top 100)            | 14                 |
| Portugal (AFP)                           | 23                 |
| Royaume-Uni (UK Albums Chart)            | 4                  |
| Suède (Sverigetopplistan)                | 6                  |
| Suisse (Schweizer Hitparade)             | 8                  |
| Tchéquie (IFPI)                          | 29                 |

| Classement (2013)                   | Position |
| ----------------------------------- | -------- |
| Australie                           | 9        |
| Belgique (Flandre)                  | 196      |
| Canada                              | 28       |
| Nouvelle-Zélande                    | 2        |
| États-Unis (Billboard 200)          | 64       |
| États-Unis (Top Alternative Albums) | 10       |
| États-Unis (Top Rock Albums)        | 14       |

## Certifications
| Pays              | Certification | Unités certifiées |
| ----------------- | ------------- | ----------------- |
| États-Unis (RIAA) | 6 × Platine   | 6 000 000         |
| France (SNEP)     | Platine       | 100 000           |